# Sjogerstad-Rådene församling
Sjogerstad-Rådene församling var en församling i Skara stift och i Skövde kommun. Församlingen uppgick 2010 i Skultorps församling.

## Administrativ historik
Församlingen bildades 1992 genom sammanslagning av Sjogerstads församling och Rådene församling och var från bildandet till 2010 annexförsamling i pastoratet Norra Kyrketorp, Sjogestad-Rådene och Häggum som till 2002 även omfattade Hagelbergs församling.
Församlingen uppgick 2010 i Skultorps församling.

## Kyrkor
- Sjogerstads kyrka